# Augustinho Petry
Augustinho Petry (ur. 29 sierpnia 1938 w São José) – brazylijski duchowny katolicki, biskup diecezji Rio do Sul w latach 2008-2014.

## Życiorys
Święcenia kapłańskie przyjął 4 lipca 1965. W latach 1972–1999 był kapelanem wojskowym, zaś w 2000 został kanclerzem kurii Ordynariatu Polowego Brazylii.

### Episkopat
27 grudnia 2000 został mianowany przez papieża Jana Pawła II biskupem pomocniczym Ordynariatu Polowego Brazylii ze stolicą tytularną Gabii. Sakry biskupiej udzielił mu 18 marca 2001 abp Geraldo do Espírito Santo Ávila, ówczesny ordynariusz polowy tego kraju.
W 2005, w związku ze śmiercią abp. Ávili, został administratorem ordynariatu. Funkcję tę pełnił do ingresu nowego ordynariusza, bp. Osvino José Both.
14 listopada 2007 został prekonizowany biskupem koadiutorem diecezji Rio do Sul. Urząd biskupa diecezjalnego objął 19 marca następnego roku.
17 grudnia 2014 przeszedł na emeryturę.